# CG 1200 S
La CG 1200 S (type B1200) est une automobile sportive fabriquée par le carrossier français Chappe Frères et Gessalin (ayant constitué pour l’occasion les Automobiles CG) à partir de l'automne 1968 jusqu'à fin 1972.

## Description
Le précédent CG 1000 équipée d’un moteur de Simca 1000 souffre d’un manque de performance évident. En juin 1967, la firme de Poissy présente une version de 80 chevaux vitaminée et sportive de son coupé 1000 carrossé par Bertone, le coupé 1200 S.

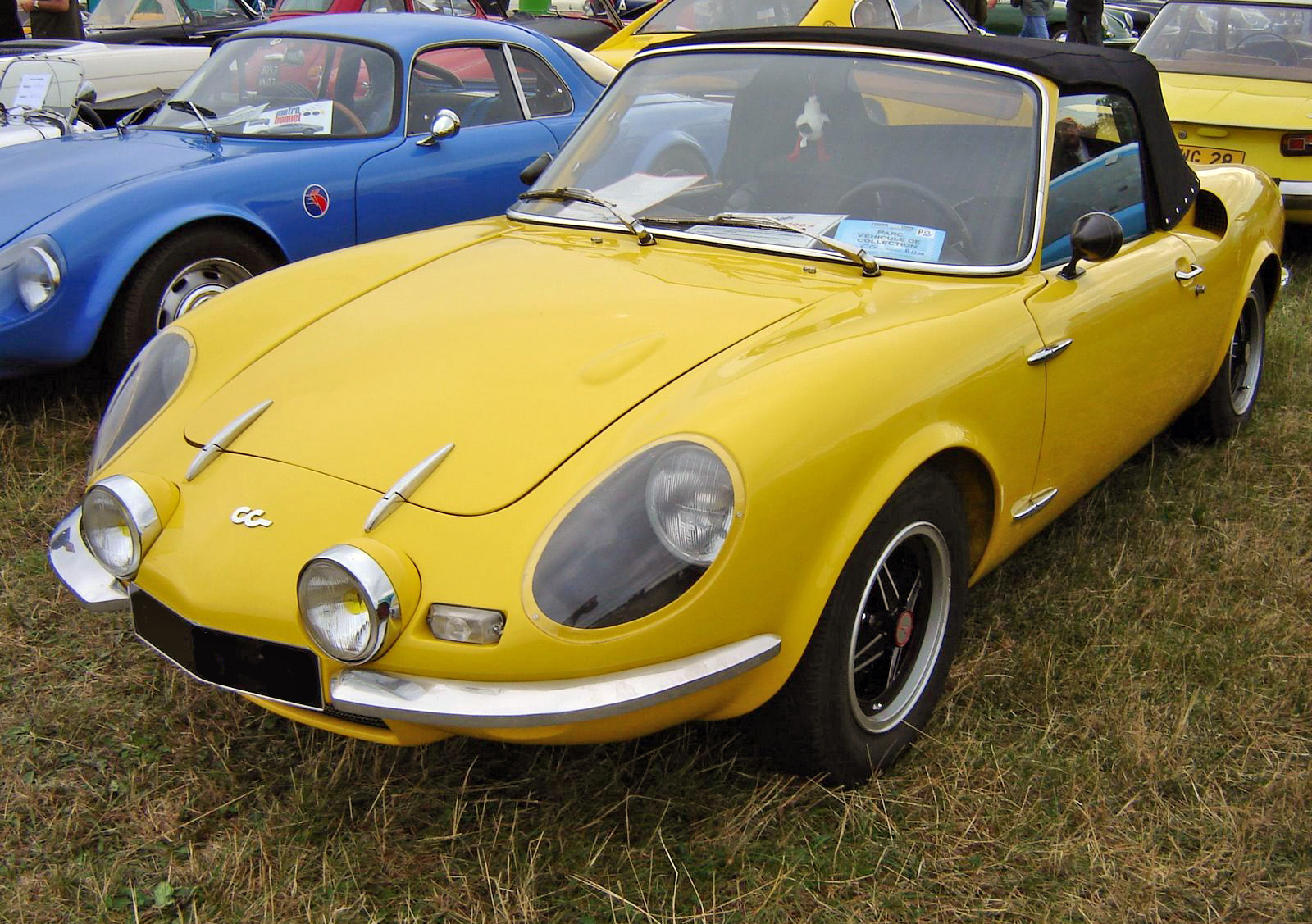
CG 1200S Spider

Chappe et Gessalin décide alors de présenter le CG 1200 S autour de ce nouveau moteur  en spider ou en coupé véritable (il n’y a plus de hard top amovible). Il est équipé d’un « moteur Poissy » 1 204 cm3 de 80 chevaux grâce à l’alimentation de deux carburateurs double-corps Solex 35 horizontaux. Le CG bénéficie de toutes les évolutions du coupé Simca 1200 S comme les trains roulants et la direction à crémaillère qui remplace en 1968 la direction par boîtier à vis des premiers modèles.
Des modifications de carrosseries permettent de la distinguer de la précédente : une prise d’air sous la plaque de police avant à cause du passage du radiateur à l’avant du véhicule (pour rééquilibrer les masses et améliorer le refroidissement), des projecteurs additionnels intégrés à la carrosserie (disponibles auparavant en option), de légers renflements d'ailes et des feux de recul. Le disgracieux bossage du capot moteur ne s’imposant plus, il est supprimé tandis qu’un nouveau, bien plus discret, apparaît sur le capot avant pour loger le servo-frein.
 À noter aussi un astucieux monogramme créé à partir du logo du coupé Simca 1200 S lui-même, coupé et accolé au logo CG, apparu sur l’avant de la voiture en 1967 et apposé ensuite sur le capot arrière et le tableau de bord.

## Évolution des modèles
En 1968, les Automobiles CG ont une production artisanale où le jeu des options et le dialogue avec la clientèle permettent une voiture à la carte – il est bien difficile de parler de modèle défini. Ainsi dans le catalogue présentant le nouveau CG 1200 S, le coupé est en fait un spider avec hard top amovible qui ne se distingue du Sport 1000 précédent que par la prise d’air avant et les détails de carrosserie. De même, au lieu du spider annoncé avec glaces escamotables dans les portières, il s’agit de la même voiture, mais sans hard top. Rapidement, le CG 1200 S rencontre le succès et les cadences de production ne cesseront de s'intensifier tout au long de la carrière du modèle. Le coupé a finalement le toit solidaire de la carrosserie, même s’il continue d'être moulé à part.
À partir du Salon de Paris 1969, il évolue en adoptant le nouveau « moteur Poissy » de 85 chevaux du coupé Simca 1200 S. Certains modèles se distinguent par l’adjonction d’une paire d’amortisseurs supplémentaires à l’arrière. Une modification de l’angle supérieur de la portière en angle vif passe inaperçue en milieu de production, même si elle impose une modification du moule du pavillon.
C’est surtout pour une clientèle désirant pratiquer la compétition automobile que le constructeur propose des variantes de sa voiture. Ainsi, un CG 548, version allégée à 548 kg, est mis en chantier. On réduit l'échantillonnage de la peau de polyester de la carrosserie, des tubes et des tôles du châssis, on remplace l'acier par de l’aluminium, les vitres latérales et arrière par du plexiglas et on enlève le capitonnage ainsi que la moquette. Le CG 548 propose aussi une fixation rigide du moteur sur la traverse supportant le train arrière, permettant de supprimer tout élément de châssis en arrière de celle-ci et de limiter l’effet du porte-à-faux du moteur et de rééquilibrer les masses de la voiture sur ses trains roulants. Une évacuation de l’air de refroidissement sur le dessus du capot de la voiture permet aussi de distinguer ce modèle. Est également étudiée la possibilité d’adjonction d’un compresseur Constantin permettant de porter la puissance à plus de 120 chevaux.
À partir de l'été 1970, une vingtaine de CG 548 seront construits. Les derniers modèles adoptent l'aspect du spider Simca CG Proto MC. La production totale des CG type B1200, y compris les dérivés de compétition CG 548, est d’environ 280 exemplaires.